# Ministerium für Bildung Rheinland-Pfalz
Das Ministerium für Bildung ist eine oberste Landesbehörde sowie eines der neun Ministerien der Landesregierung von Rheinland-Pfalz.

## Leitung
Seit 2025 ist Sven Teuber (SPD) Minister für Bildung des Landes Rheinland-Pfalz. Staatssekretärin ist seit 2021 Bettina Brück (SPD).

Minister Sven Teuber
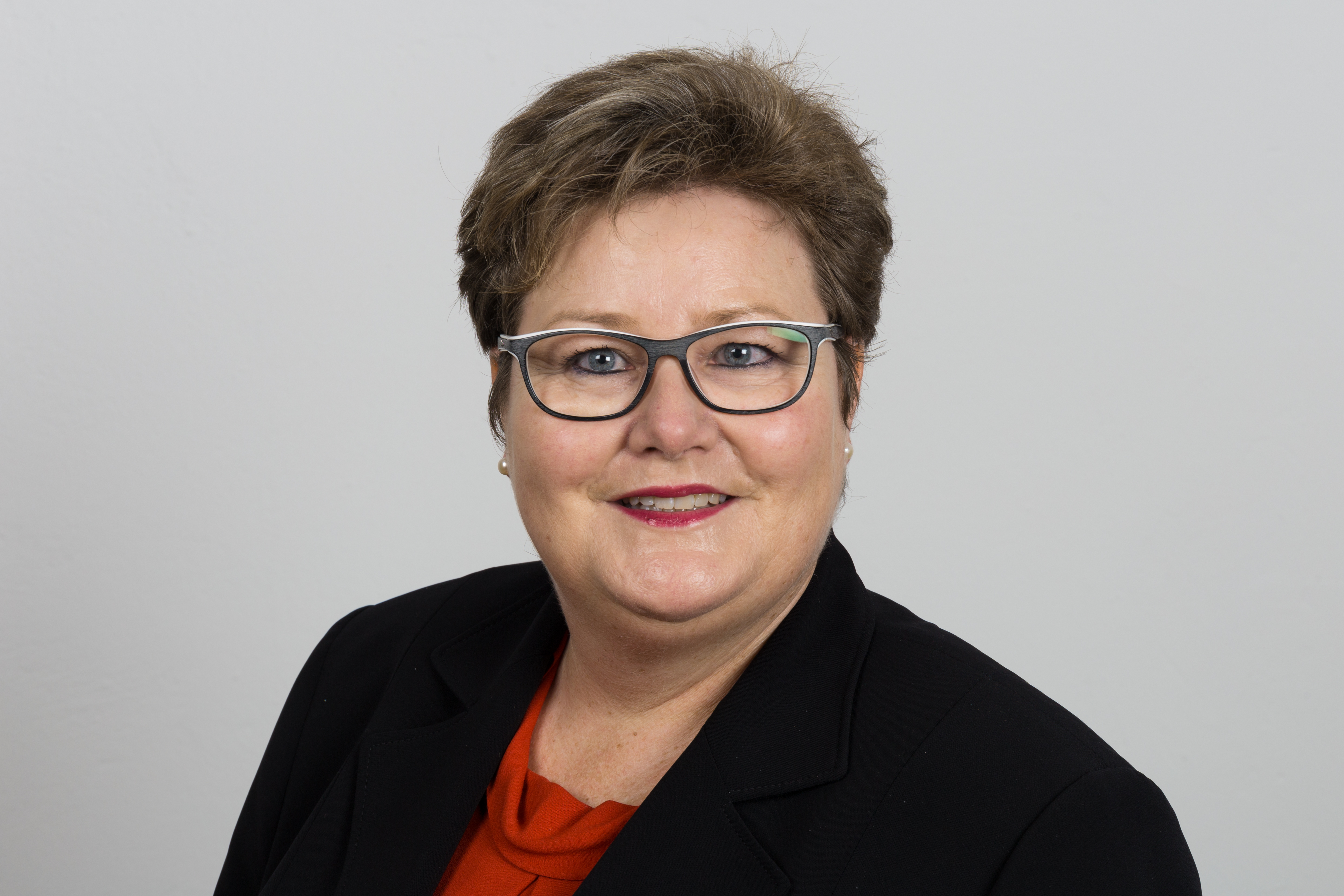
Staatssekretärin Bettina Brück

## Geschichte und Sitz
Der Sitz des Ministeriums ist in der Landeshauptstadt Mainz. Das Ministerium entstand nach der Landtagswahl in Rheinland-Pfalz 2016 durch Auslagerung des Ressorts Bildung aus dem Ministerium für Wissenschaft, Weiterbildung und Kultur.

## Aufgaben und Organisation
Das Ministerium gliedert sich unter der Ministerin und Staatssekretärin in folgende Abteilungen:
- Abteilung 1 – Zentrale Aufgaben
- Abteilung 2 – Schulrecht, Personalrecht, Personalverwaltung, Lehrerinnen- und Lehrerausbildung und Landesprüfungsamt
- Abteilung 3 – Planungsangelegenheiten und Digitalisierung
- Abteilung 4 A – Berufsbildende Schulen und Fachkräftesicherung
- Abteilung 4 B – Grundschulen, Realschulen plus, Gesamtschulen, Förderschulen, Haupt- und Realschulen in privater Trägerschaft, Grundsatzfragen Inklusion im Bildungsbereich
- Abteilung 4 C – Gymnasien, Kollegs, Abendgymnasien, deutsche Auslandsschulen, Waldorfschulen, gymnasiale Oberstufe, Lehrpläne Sekundarstufe I (schulartübergreifend) und der gymnasialen Oberstufe, pädagogische Grundsatzangelegenheiten
- Abteilung 5 – Frühkindliche Bildung, Ganztag und schulische Unterstützungsangebote